# Република Македония на зимните олимпийски игри 2002
Република Македония участва участва на зимните олимпийски игри в Солт Лейк Сити през 2002 година като това е втората зимна олимпиада, на която страната взима участие.

## Ски алпийски дисциплини
Мъже
| Скиор         | Събитие          | Първи манш  | Втори манш  | Общо        | Общо        |
| Скиор         | Събитие          | Време       | Време       | Време       | Място       |
| ------------- | ---------------- | ----------- | ----------- | ----------- | ----------- |
| Деян Пановски | гигантски слалом | 1:20.48     | 1:18.30     | 2:38.78     | 52          |
| Деян Пановски | слалом           | не финишира | не финишира | не финишира | не финишира |

## Ски бягане
Мъже
Спринт
| Състезател   | Квалификация | Квалификация | Четвъртфинал  | Четвъртфинал  | Полуфинал     | Полуфинал     | Финал         | Финал         |
| Състезател   | Време        | Място        | Време         | Място         | Време         | Място         | Време         | Финално място |
| ------------ | ------------ | ------------ | ------------- | ------------- | ------------- | ------------- | ------------- | ------------- |
| Гоко Динески | 3:29.29      | 64           | не продължава | не продължава | не продължава | не продължава | не продължава | не продължава |

| Събитие            | Спортист     | Състезание | Състезание |
| Събитие            | Спортист     | Време      | Място      |
| ------------------ | ------------ | ---------- | ---------- |
| 30км свободен стил | Гоко Динески | 1'33:33.9  | 68         |